# 1906년 중간 올림픽 육상 남자 장대높이뛰기
1906년 중간 올림픽 육상 남자 장대높이뛰기는 그리스 아테네에서 개최된 1906년 중간 올림픽 육상의 세부 종목이다. 1906년 4월 25일에 진행되었고 8개국에서 11명의 선수가 참가하였다.

## 경기장
| 도시   | 경기장              | 원어명             | 로마자               | 비고    |
| ------ | ------------------- | ------------------ | -------------------- | ------- |
| 아테네 | 파나티나이코 경기장 | Παναθηναϊκό στάδιο | Panathinaiko Stadium | 전 경기 |

## 경기 결과
| 순위 | 선수                          | 기록  | 비고 |
| ---- | ----------------------------- | ----- | ---- |
| 1    | 페르낭 공드 (FRA)             | 3.500 |      |
| 2    | 브루노 쇠데르스트룀 (SWE)     | 3.400 |      |
| 3    | 에드워드 글로버 (USA)         | 3.350 |      |
| 4    | 테오도로스 마크리스 (GRE)     | 3.250 |      |
| 5    | 헤이키 오흘만 (FIN)           | 3.000 |      |
| 5    | 오토 헤우 (NOR)               | 3.000 |      |
| 5    | 키스 임레 (HUN)               | 3.000 |      |
| 5    | 게오르기오스 바니카스 (GRE)   | 3.000 |      |
| 5    | 스테파노스 쿤투리오티스 (GRE) | 3.000 |      |
| 10   | 버트 케리건 (USA)             | 2.750 |      |
| 10   | 에드 아치벌드 (CAN)           | 2.750 |      |

## 메달리스트
| 금                   | 은                           | 동                     |
| 페르낭 공드 · 프랑스 | 브루노 쇠데르스트룀 · 스웨덴 | 에드워드 글로버 · 미국 |

## 참고 자료
- (영어) “Athletics at the 1906 Athina Summer Games: Men's Pole Vault”. sports-reference.com. 2012년 11월 14일에 원본 문서에서 보존된 문서. 2010년 12월 31일에 확인함.
- (영어) De Wael, Herman. “Herman's Full Olympians: "Athletics 1906".”. 2016년 3월 5일에 원본 문서에서 보존된 문서. 2018년 11월 28일에 확인함.